# Молодёжное (Карасуский район)
Молодёжное (каз. Молодёжный) — упразднённое село в Карасуском районе Костанайской области Казахстана. Входило в состав Карамырзинского сельского округа. Исключено из учётных данных в 2017 году. Код КАТО — 395251500.

## География
Находилось примерно в 37 км к юго-востоку от районного центра, села Карасу.

## Население
В 1999 году население села составляло 193 человека (94 мужчины и 99 женщин). По данным переписи 2009 года в селе проживало 79 человек (36 мужчин и 43 женщины).